# Médiaelemzés
A médiaelemzés segítségével átfogó képet kaphatunk egy időszak hazai és nemzetközi médiaképéről, áttekinthetővé válnak a médiában megjelent tartalmak, a kommunikáció sikere mérhetővé válik. A kvantitatív médiaelemzés számszerűen megmutatja, hogy a vizsgált időszakban, hány darab megjelenés látott napvilágot. Ez a módszer a számszerű mennyiségi információk begyűjtésén alapul és általában valamiféle statisztikai elemzést is magába foglal. A kvalitatív médiaelemzés pedig polaritás szerint (pozitív, negatív, semleges) értékeli a megjelent tartalmakat. Ez a módszer elsősorban a jelentéssel, értelmezéssel foglalkozik.A médiaelemzés segítségével átfogó képet kaphatunk egy időszak hazai és nemzetközi médiaképéről, áttekinthetővé válnak a médiában megjelent tartalmak, a kommunikáció sikere mérhetővé válik. A kvantitatív médiaelemzés számszerűen megmutatja, hogy a vizsgált időszakban, hány darab megjelenés látott napvilágot. Ez a módszer a számszerű mennyiségi információk begyűjtésén alapul és általában valamiféle statisztikai elemzést is magába foglal. A kvalitatív médiaelemzés pedig polaritás szerint (pozitív, negatív, semleges) értékeli a megjelent tartalmakat. Ez a módszer elsősorban a jelentéssel, értelmezéssel foglalkozik.

## Fogalmak
- Reprezentáció: Latin eredetű, jelentése: képviselet. A fogalom médiaelméletben használatos jelentése: a világban történő eseményeknek, valamint az egyes társadalmi csoportoknak a médiaszövegekben való megjelenése.
- Média-megjelenés: Az elemzés alapegysége a média-megjelenés, melyet különböző szempontok alapján értékelnek és súlyoznak. Egy média-megjelenést képez például egy online, vagy egy nyomtatott cikk, egy rádióban vagy tévében elhangzó híradás, vagy egy háttérbeszélgetés.
- Papíralapú újságfigyelés: A médiafigyelés múltja. A médiafigyelő reggel átböngészte az aktuális újságokat, kiírva belőle az észrevételeit, az érdekes információval ellátott cikkeket pedig lefénymásolta. Az elkészített portfóliónak készen kellett lennie a munkakezdésre, hiszen a döntéshozók első feladata a sajtóanyagok feltérképezése, azok feldolgozása és esetenként a szükséges lépések meghozatala volt.
- Digitális clipping: A fontos információt tartalmazó cikkek szkennelt változatának továbbítása a döntéshozók felé.
- Média adatbázis-keresők: Az újságcikkek már nem szkennelt képi formátumban jelennek meg, hanem aktív szövegként, mely lehetővé teszi a kulcsszavas keresést és a hírszelekciót. A rendszer előnye, hogy nem csak a nyomtatott sajtóban, hanem a teljes audiovizuális médiában, valamint az archívumban is lehet kulcsszó szerint keresni.

## A médiafigyelés típusai, módszerei
- Fénymásolat-csomag: A portfólió tartalmazza az összes írott sajtóban megjelent anyag fénymásolatát. A módszer gyors és pontos, ám igen költséges, átolvasása sok időt vesz igénybe. Egy idő után hatalmas archívum jön létre. Szintén a médiafigyelés múltjához tartozik.
- Montázs: Az írott sajtóban megjelenő anyagok egymás mellé helyezve szkennelhetők vagy fénymásolhatók. Előnye, hogy gyorsan és olcsón sokszorosítható.
- Adatösszesítés: Az összes médiaanyag átnézése után egy szintézisben összefoglalják a főbb megállapításokat. Ez a forma rövid és lényegre törő, ám fontos, hogy szubjektivitástól mentes legyen.
- Információ-kiemelés: Az előző két módszer keresztezése, vagyis a főbb írások fénymásolata mellé készítenek egy összefoglalást is. A módszer kevésbé hatékony, hiszen így is elég nagy portfóliók készülnek.
- Médiafigyelés: Hazánkban elterjedt a médiamonitoring kifejezés is, mely a médiában megjelent tartalmak, említések, hírek valós idejű figyelését és elemzését jelenti. [1]
- Média-megjelenések elemzése: A legfontosabb szempont, hogy a vállalat által kommunikált üzenetek mennyire tisztán köszönnek vissza a vizsgált hírekben, cikkekben. Ajánlott rendszeres, heti vagy havi összefoglalót készíteni.
- Hírérték: Ez a fogalom a sajtókapcsolatok alappillére. A cégről szóló hírek előállításakor a hírértéknek kell a középpontban állnia, ugyanis az újságírók és a szerkesztők ez alapján döntik el, hogy foglalkoznak-e egy témával.
- Polaritás elemzése, vizsgálata: A média-megjelenés valószínűsíthető hatása a megrendelő társadalmi megítélésére. Pozitív értékelés esetén a megjelenés várhatóan kedvező irányba befolyásolja a médiafogyasztók véleményét, negatív esetén ezzel ellentétes hatást vált ki, míg semleges értékelés esetén nem befolyásolja azt.